# Мартон Букови
Мартон Букови (мађ. Bukovi Márton; Будимпешта, 10. децембар 1903 — Сет, 2. фебруар 1985) је био мађарски фудбалер и тренер. Играо је за Ференцварош, Алба Рому и био је мађарски фудбалски репрезентативац.

## Спортска биографија
Са професионалним фудбалом Букови је почео да се бави 1920. године у мађарском клубу ФК Ексересек, где је остао све до 1925. године када прелази у Алба Рому. У Роми остаје једну сезону и онда 1926. године прелази у Ференцварош, где игра на позицију центархалфа.
Са Ференцварошем, као играч, осваја четири титуле шампона Мађарске: 1925/26, 1926/27, 1927/28 и 1931/32, две титуле вицешампиона 1928/29 и 1929/30 и две треће позиције 1930/31 и 1932/33.
За Мађарску репрезентацију је у периоду од 1926−1930. играо једанаест пута.
Са француским Сетом у сезони 1933/34. осваја титулу шампиона Француске и Куп Француске 1934. године.

## Каријера - преглед
| Играчка каријера   | Играчка каријера | Играчка каријера |
| Године             | Клубови          | Титула |
| ------------------ | ---------------- | --- |
| 1925−1926          | Алба Рома        | |
| 1926−1933          | ФК Ференцварош   | 1925/26 - Шампион 1926/27 - Шампион 1927/28 - Шампион 1931/32 - Шампион 1926/27 - Освајач купа 1927/28 - Освајач купа 1932/33 - Освајач купа 1928 - Освајач Митропа купа |
| 1933−1935          | ФК Сете          | 1933/34. — Шампион Француске 1934. — Освајач Француског купа |
| Тренерска каријера |                  | |
| Године             | Клубови          | Титуле |
| 1935−1945          | Грађански Загреб | 1936/37 - Шампион 1939/40 - Шампион 1942/43 - Шампион |
| 1947−1954          | МТК              | 1951 - Шампион 1953 - Шампион 1957/58 - Шампион 1951/52 - Освајач купа                                                                                                   |
| 1956−1957          | Мађарска         | Селектор |